# جرج فلاورز (بازیکن فوتبال)
جرج فلاورز (انگلیسی: George Flowers; ۷ مهٔ ۱۹۰۷ – ژوئیه ۱۹۹۱ (aged 84)) بازیکن فوتبال اهل بریتانیا بود.
از باشگاه‌هایی که در آن بازی کرده‌است می‌توان به باشگاه فوتبال روچدیل، باشگاه فوتبال برافورد پارک آونیو، باشگاه فوتبال دونکستر راورز، و باشگاه فوتبال ترانمره راورز اشاره کرد.